# Administration apostolique d'Atyraou

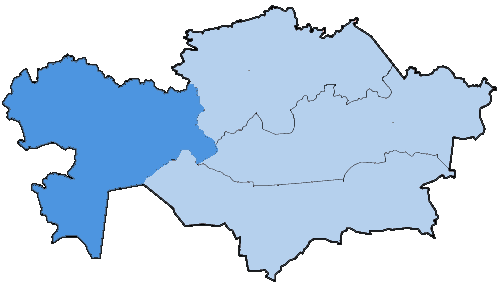
Carte du territoire de l'administration apostolique d'Atyraou.

L'administration apostolique d'Atyraou (Apostolica Administratio Atirauensis) est un territoire de l'Église catholique au Kazakhstan (Asie centrale), situé dans la partie occidentale du pays, jusqu'à la mer Caspienne. Son siège est à Atyraou, à la cathédrale de la Transfiguration-du-Seigneur, consacrée en août 2002.

## Territoire
L'administration apostolique s'étend dans la partie occidentale du pays et recouvre 736.000 km². Il est administré en six paroisses :
- Atyraou: paroisse de la Transfiguration, 3/34a rue Avant-Garde (Avangard) 060009 Atyraou. Messes le dimanche en russe à 11 heures et à 17 heures en italien. Les jours de semaine à 19 heures.
- Aktaou: paroisse du Sacré-Cœur
- Aktioubinsk: paroisse du Bon-Pasteur
- Khromtaou: paroisse de la Sainte-Famille
- Koulsary: paroisse de la Miséricorde-Divine
- Ouralsk: paroisse Notre-Dame-du-Perpétuel-Secours

## Histoire

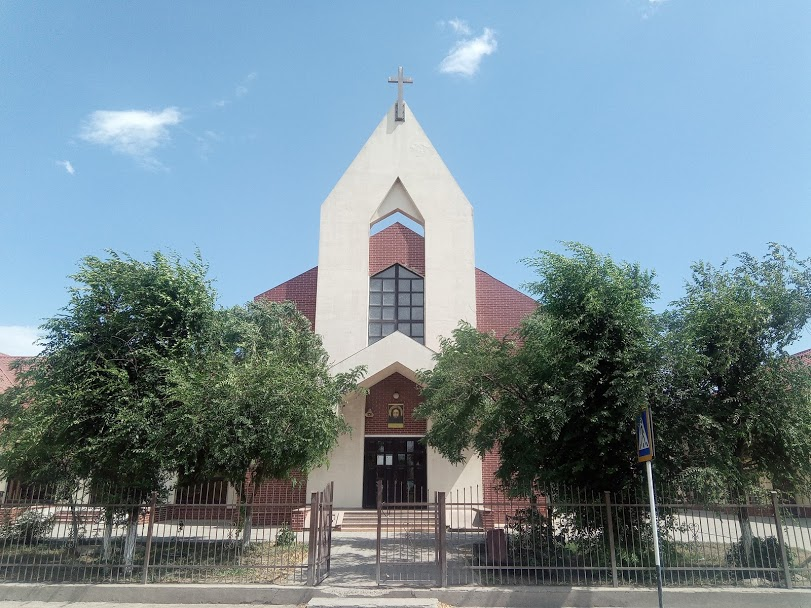
La cathédrale de la Transfiguration-du-Seigneur d'Atyraou.

L'administration apostolique d'Atyraou est érigée le 7 juillet 1999 par la bulle pontificale Ad aptius consulendum du pape saint Jean-Paul II, recevant son territoire de l'administration apostolique du Kazakhstan, aujourd'hui diocèse de Karaganda. À l'origine, ce diocèse était immédiatement sujet du Saint-Siège, puis il est devenu suffragant de la province ecclésiastique de l'archidiocèse d'Astana, le 17 mai 2003. 

## Ordinaires
- Janusz Kaleta (pl) (7 juillet 1999[2] - 7 décembre 2012)
- Adelio Dell'Oro (7 décembre 2012[3] - 16 mai 2015)
- Dariusz Buras (16 mai 2015 - 8 décembre 2020)
- Peter Sakmár, depuis le 8 décembre 2020.

## Statistiques
Après le départ dans les années 1990-2000 de la plupart des descendants de déportés allemands du Kazakhstan qui avaient été à l'origine de l'enregistrement des paroisses, il ne restait plus en l'an 2000 que 160 baptisés catholiques résidant dans le territoire de la nouvelle administration apostolique, confiés à trois prêtres. En 2017, l'administration apostolique comptait 2 650 baptisés de différentes origines ethniques (pour 2 587 400 habitants, soit 0,1% de la population), 9 prêtres et 6 religieuses (dont la congrégation de Sainte Élisabeth qui dispose de deux implantations, l'une à Atyraou et l'autre à Ouralsk).

### Articles liés
- Christianisme au Kazakhstan
- Grand séminaire Marie-Mère de l'Église